# Добо, Иштван

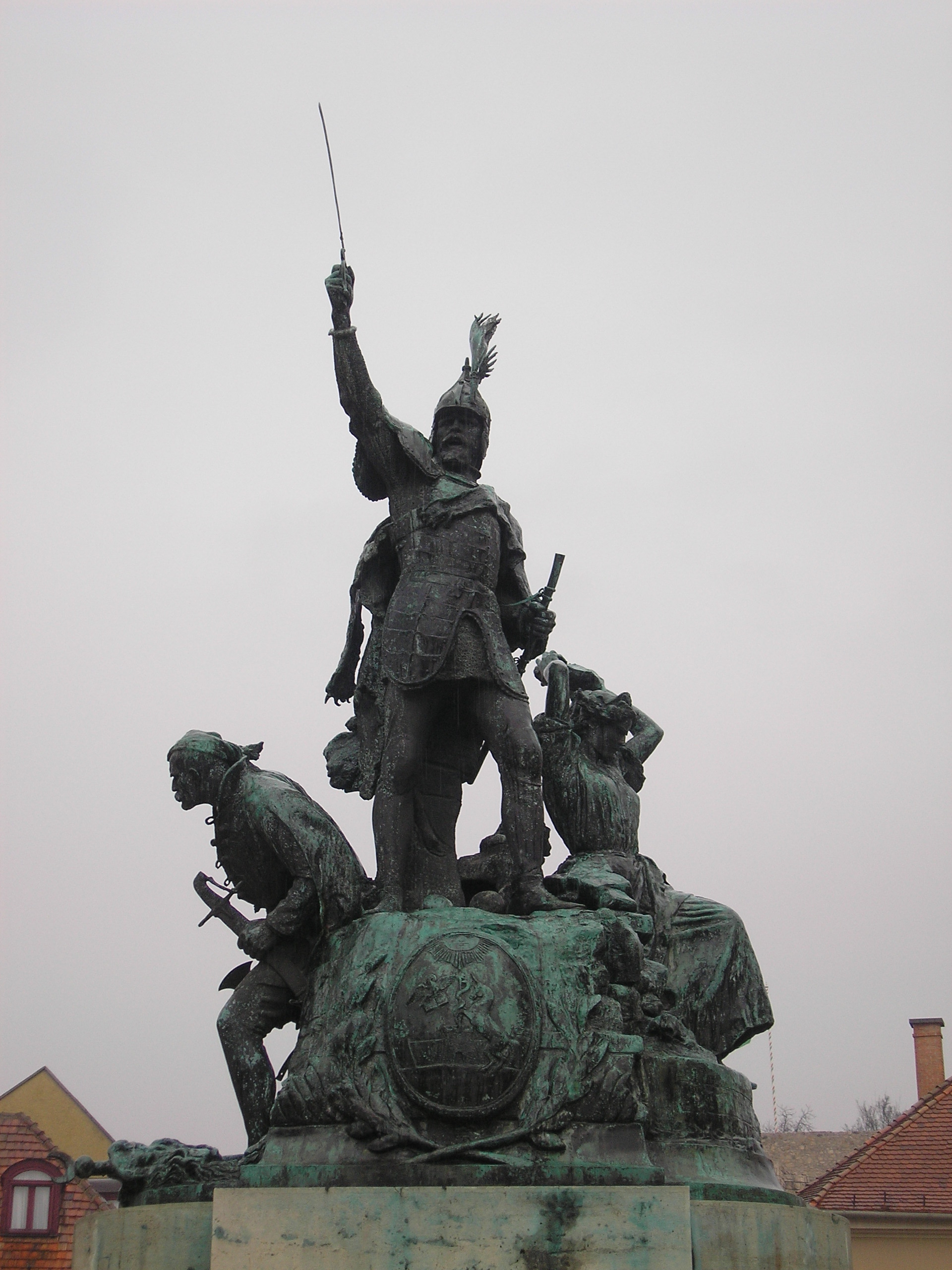
Статуя Иштвана Добо

И́штван До́бо (венг. István Dobó; около 1502—1572, Среднее, Венгрия, ныне Украина) — венгерский военный, прославившийся героической защитой Эгерской крепости против турецких войск в 1552 году.

## Биография
Иштван Добо происходил из знатной семьи с севера Венгрии. Сын Домокоша Добо (Domokos Dobó) и Жофии (Софии) Цекеи (Zsófia Cékei). Один из шестерых детей этой четы (Ференц, Ласло, Иштван, Домокош, Анна и Каталина). В 1526 году — вскоре после битвы при Мохаче — Домокошу-старшему был за боевые заслуги пожалован Середнянский замок в Подкарпатской Руси. Домокош Добо реконструировал и укрепил замок. Иштвану тогда было около 24-25 лет.
В разгоревшейся после Мохача гражданской войне Иштван Добо поддерживал Фердинанда I (король Чехии и Венгрии с 1526 года) в его борьбе за престол Святого Иштвана — против Яноша I (Ивана) Запольяи, воеводы Трансильвании, ставшего вассалом Османской империи.
В 1549 году Добо назначен капитаном (начальником гарнизона) крепости Эгер. 17 октября 1550 года Иштван женился на Шаре Шуйок (Sára Sulyok), впоследствии у них родились дети Ференц и Кристина.
Капитан Иштван Добо прославился в 1552 году, когда отстоял крепость и город Эгер, не отступив перед многократно превосходящим по численности войском турок. При обороне Эгерской твердыни 9 сентября — 18 октября 1552 года, вместе с 2100 защитниками, капитан успешно противостоял натиску 80-тысячного турецкого войска, чем сорвал план наступления турок на Вену. В награду Фердинанд I пожаловал капитану Добо трансильванские замки Дева (Déva, ныне Дева в Румынии) и Самошуйвар (Szamosújvár, ныне Герла в Румынии). В 1553 году Добо был назначен воеводой Трансильвании. Когда же Трансильвания отсоединилась в 1556 году от Венгрии — Добо, в качестве компенсации за потерю Девы и Самошуйвара, получил во владение замок Лева (Léva, ныне Левице в Словакии).
В 1569 году Добо пригласили присутствовать на заседании парламента в Пожони (ныне Братислава — столица Словакии). Там он был арестован вместе со своим родственником Яношем Балаши (отцом поэта Балинта Балаши), затем заключён в тюрьму по подозрению в измене королю и лишён сана светлости. Несколько лет он провёл в заточении в замке города Пожонь. Тюремные годы подорвали его здоровье. Вскоре после освобождения (1572 г.) Добо поселился в Подкарпатской Руси, в Середнянском замке, где и умер в возрасте 72 лет. Похоронен в близлежащем селе Руска (Ruská, Ruszkán). Потом Добо был перезахоронен в Эгере.

## Благодарная память
Доблестной защите крепости Эгер посвящён роман Гезы Гардони «Звёзды Эгера», написанный в 1901 г. и вскоре ставший бестселлером. В 1968 году роман был экранизирован (в главной роли — Имре Шинкович).
В 1907 году в Эгере был открыт памятник капитану Иштвану Добо. Он представляет собой красивую скульптурную группу, изображающую самого Добо, стоящего с обнаженной саблей в руках, а также других защитников Эгерской крепости. Памятник расположен на высоком мраморном основании и выглядит очень торжественно. Памятник украшает собой центральную городскую площадь, также носящую имя Иштвана Добо.
9 января 2014 г. в закарпатском селе Среднем открыли мемориальную доску в честь семьи Добо. Двуязычную мемориальную доску создал закарпатский скульптор Михаил Белень, в рамках проекта венгерского МИД «Сохранение венгерских памятных мест». Она была открыта в присутствии Генерального консула Венгрии в Ужгороде Иштвана Бочкаи. В Среднем также планируют открыть музей Иштвана Добо.